# Richard Mauch

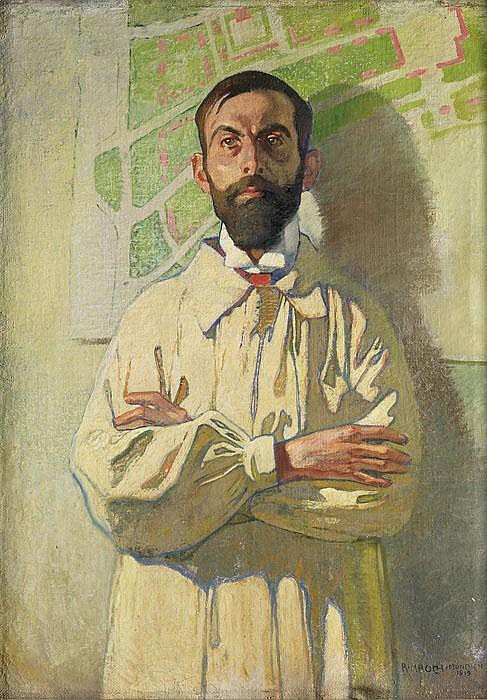
Richard Mauch, zelfportret, 1919

Richard Mauch (Weidling, nabij Wenen, 2 september 1874 - Dietramszell, 25 mei 1921) was een Oostenrijks kunstschilder en illustrator. Hij behoorde tot de beweging van de Münchense sezession.

## Leven en werk

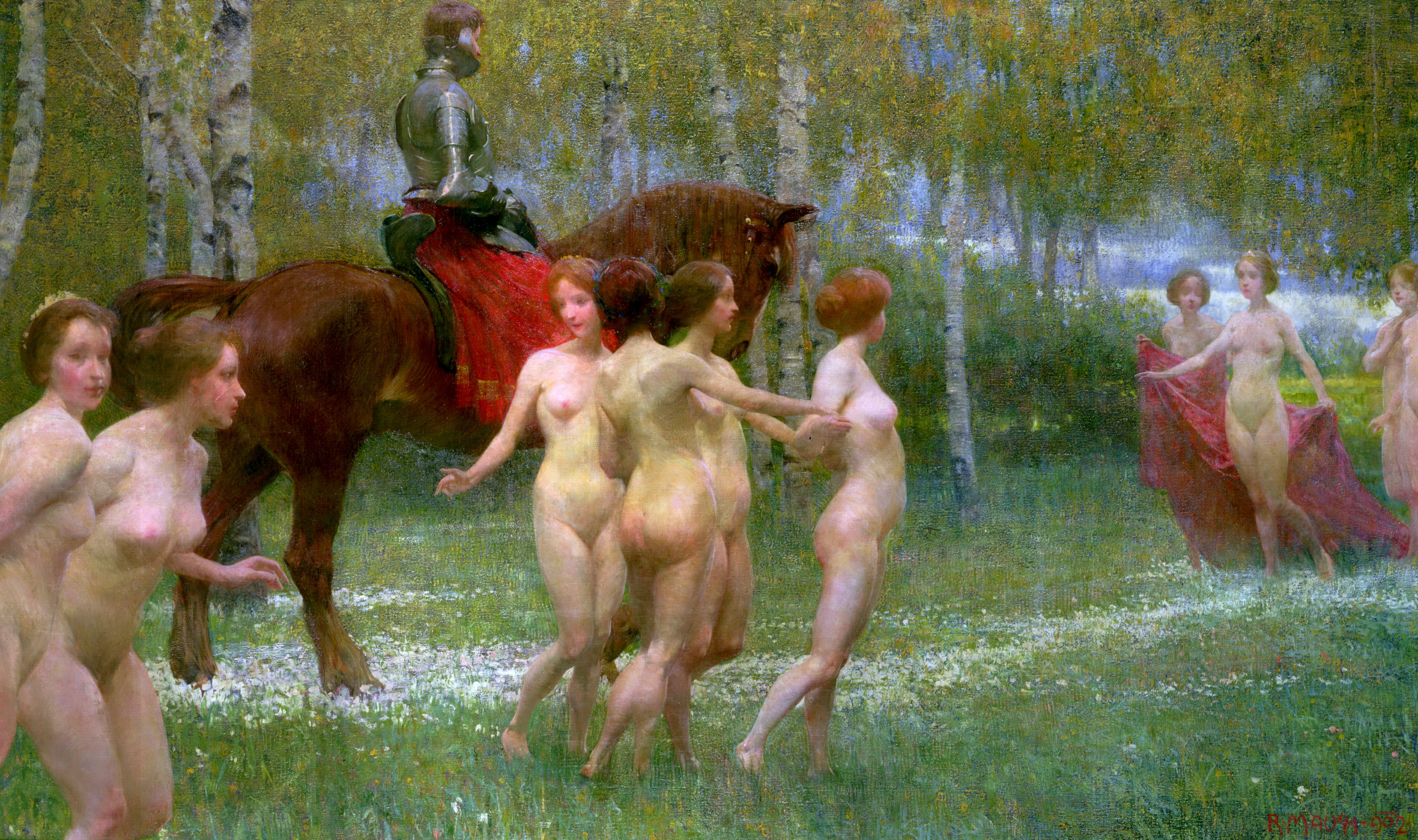
De droom van de ridder, 1902

Mauch kreeg zijn opleiding aan de Kunstacademie van Wenen, bij historieschilder August Eisenmenger, en vervolgens aan de academie te München, bij Hugo von Habermann. Zijn belangrijkste werk is verwant aan de Oostenrijkse en Duitse art nouveau. 
Aanvankelijk werkte Mauch vooral als portret en genreschilder in de stijl van de Münchense school. Rond 1900 vond hij echter aansluiting bij de Münchense sezession, een groep kunstenaars die zich aaneensloten en afwenden van de toen dominante academische stroming in de Duits-Oostenrijkse kunst en die de weg voorbereidde voor de jugendstil. In 1904 werd hij lid van het 'Wiener Künstlerhaus'.
In die tijd brak ook Mauch nadrukkelijk met oude tradities en trok de aandacht met een aantal sterk symbolische, vaak erotiserende en destijds als aanstootgevend ervaren werken. Zijn bekendste schilderij uit deze periode is wel De droom van de ridder (1902), waarin een ridder te paard als in een droom tussen dartelende nimfen door, over een met bloemen bezaaid pad, naar een naakte maagd rijdt. Haar mantel, symbolisch opengehouden, is rood, net als de zijne, hetgeen een aanstaande verbintenis suggereert. Met een zachte penseelvoering weet Mauch overtuigend een mystieke droomsfeer op te roepen, welke kenmerkend is voor veel van zijn werken.
Mauch werkte ook veel als graficus en illustrator, onder andere voor het vooraanstaande weekblad 'Fliegende Blätter'. Hij overleed in 1921, 46 jaar oud. Zij werk is te zien in diverse Duitse en Oostenrijkse musea, waaronder de Städtische Galerie im Lenbachhaus en het Münchner Stadtmuseum.

## Galerij

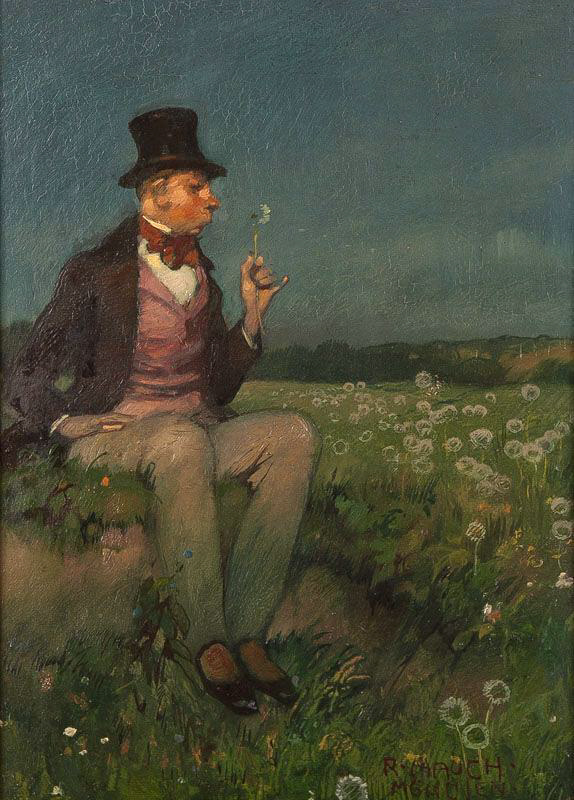
Paardenbloem
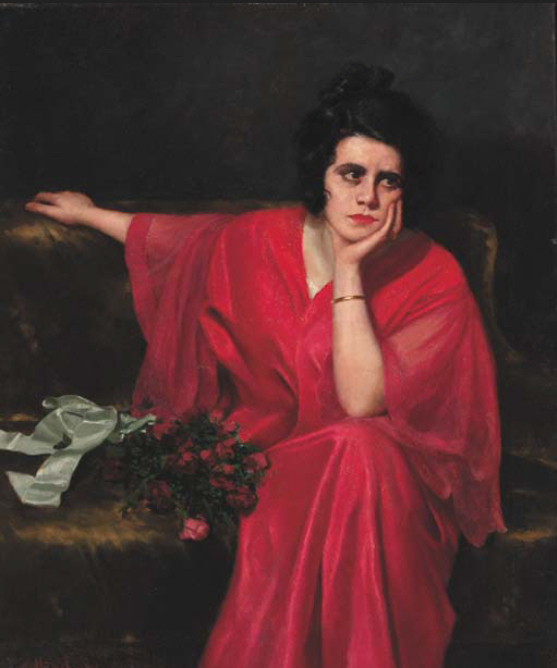
Een moment van gedachten
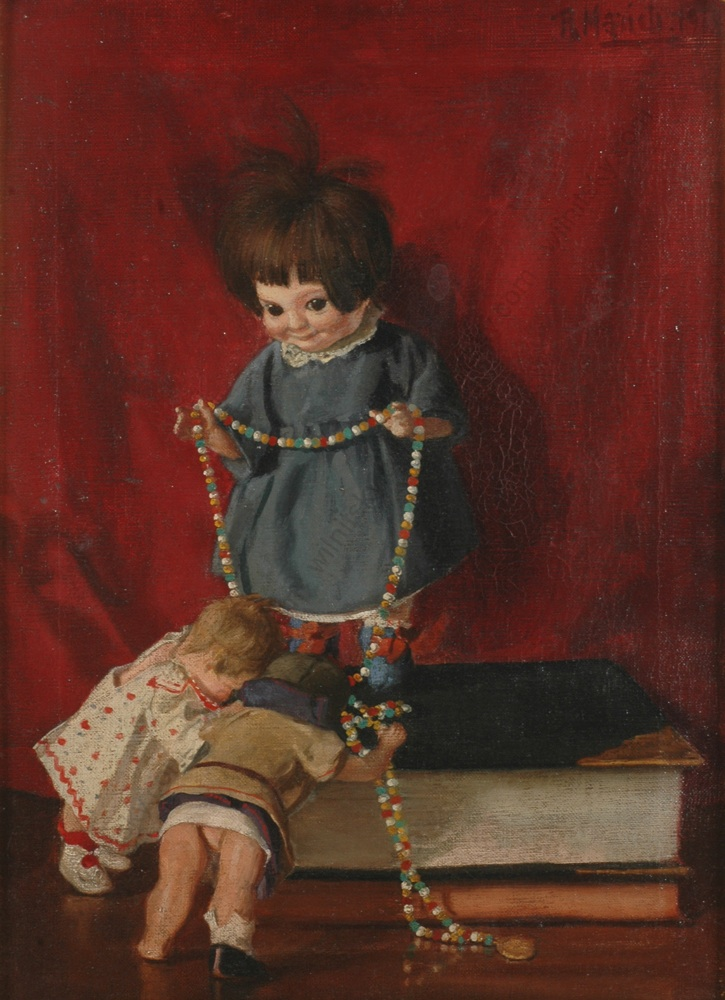
Stilleven met poppen
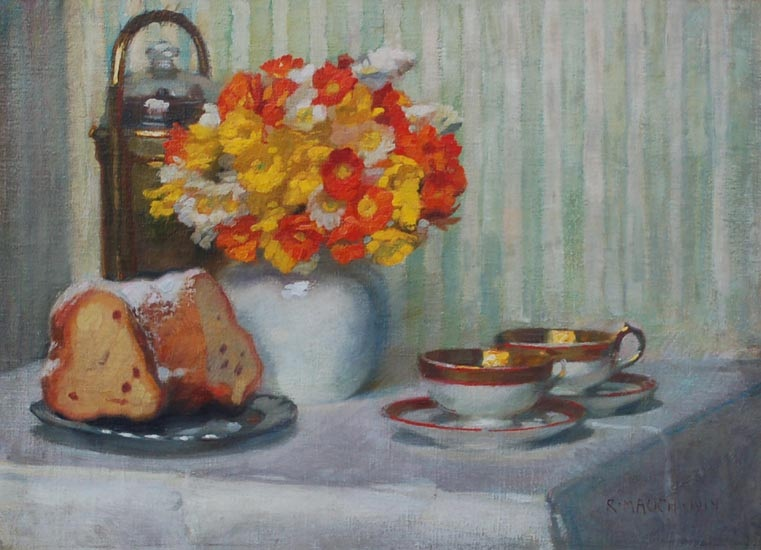
Namiddag koffie
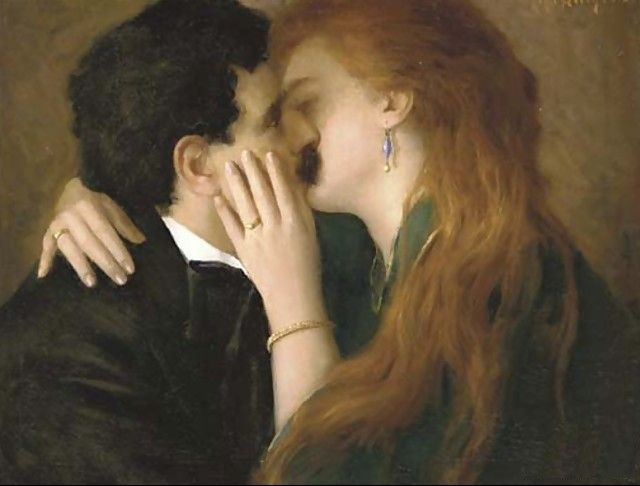
Een gepassioneerde kus